# Kazimieras Steponas Šaulys
Kazimieras Steponas Šaulys est un prêtre catholique lituanien né le 28 janvier 1872 à Stemplės, dans la municipalité de Šilutė, et mort le 9 mai 1964 à Lugano, en Suisse. En février 1918, il est l'un des vingt signataires de la déclaration d'indépendance de la Lituanie.